# Růžová hora
Der Růžová hora (deutsch Rosenberg) ist ein Berg im östlichen Teil des Riesengebirges in Tschechien.

## Lage
Der Rosenberg liegt im zentralen Teil des Riesengebirges, knapp 3 km nördlich von Pec pod Sněžkou (deutsch Petzer) und etwa 2 km südlich der Schneekoppe. Er ist der erste und höchste Gipfel, der vom Hauptkamm nach Süden hin auslaufenden Reihe von Vorgebirgen (Querrücken), die im Weiteren von den Bergmassiven Schwarzenberg (tschech. Černá hora), Mooshübel (tschech. Mechovinec), Wolfskamm (tschech. Vlčí hřeben) und schließlich dem Rehorngebirge (tschech. Rýchory) gebildet wird.
Er ist über einen flachen Sattel auf einer Höhe von etwa 1360 Metern mit der Schneekoppe verbunden. Der Bergrücken, dessen Hänge steil in die umliegenden Täler abfallen, setzt sich in südöstlicher Richtung bis zur Finkenkoppe (tschech. Pěnkavčí vrch) fort.

### Nahegelegene Gipfel
|                | Schneekoppe  | Schwarze Koppe |
| Studniční hora | Kompass      | Jelení hora    |
| Lesní hora     | Červený vrch | Pěnkavčí vrch  |

## Gewässer
Der Rosenberg ist abgesehen von den Bereichen, wo er unmittelbar an seine Nachbarn grenzt, von tiefen Tälern umgeben. Die Westseite wird über die beiden Zuflüsse der Úpa (Aupa), Růžový potok (Rosenbach) und Karlův potok (Karlsbach) im Riesengrund entwässert.
Der Osthang fällt in den Löwengrund ab, wo das Wasser der drei Gebirgsbäche Koulová strouha, Křížový potok und Messnerova strouha in den Jelení potok (übersetzt Hirschbach, deutsch Löwenbach), einem Zufluss der Kleinen Aupa (Malá Úpa) abgeführt wird.

## Flora, Fauna und Naturschutz
Der Rosenberg liegt auf dem Gebiet des tschechischen Nationalparks Krkonošský národní park (KRNAP), der 1963 zum Schutz gefährdeter Pflanzen- und Tierarten gegründet wurde.
Der obere Teil des Rosenbergs und des nördlich folgenden Sattels ist mit Latschen bedeckt, die Hänge zu den umliegenden Tälern hin werden von dunklen Fichtenwäldern dominiert. An der südlichen und östlichen Seite des Berges ist der Baumbestand weniger dicht und mehr von Lichtungen geprägt.
Nachdem Bären und Wölfe sowie der Steinadler schon vor langer Zeit ausgerottet wurden, geben hier die Waldvögel wortwörtlich den Ton an. So z. B. der Raufußkauz, eine kleine Bergeule, die zwar selten zu sehen, jedoch oft und besonders nach der Dämmerung zu hören ist. Ebenfalls schwer zu Gesicht bekommt man das Auerhuhn, das im Niederholz am Rand von Lichtungen perfekte Deckung findet. Mehrere kleinere Vögel sind noch zu nennen: Gimpel, Buchfink und Fichtenkreuzschnabel, die sich von Fichtensamen ernähren, einige Spechtarten und die Ringdrossel, eine Verwandte der Amsel.

## Tourismus
Die Seilbahn von Pec pod Sněžkou auf die Schneekoppe hat am Rosenberg auf der Höhe von 1354 Metern eine  Zwischenstation. Von hier aus kann man den etwa 2 km nördlich gelegenen Gipfel der Schneekoppe bequem über einen gelb gekennzeichneten Wanderweg zu Fuß erreichen. Weitere Wanderwege führen z. B. über den Messnergrund (Messnerova strouha) und den Löwengrund (Lví důl) nach  Malá  Úpa (Kleinaupa) oder parallel zur Trasse der Sesselbahn nach Pec pod Sněžkou.

## Geschichtliches
Unbestätigten Quellen von Zeitgenossen zufolge war der Bau einer Güterbahn zur  Versorgung und Bau von Teilen der tschechoslowakischen Grenzbefestigungen am tschechoslowakischen Wall geplant. Die Bahn sollte nach den Berichten 1938 gebaut werden und von der heutigen Talstation auf den Berg führen, aufgrund der Ereignisse nach dem Münchner Abkommen wurden diese Pläne aber nie in die Tat umgesetzt.

## Bilder aus der Umgebung

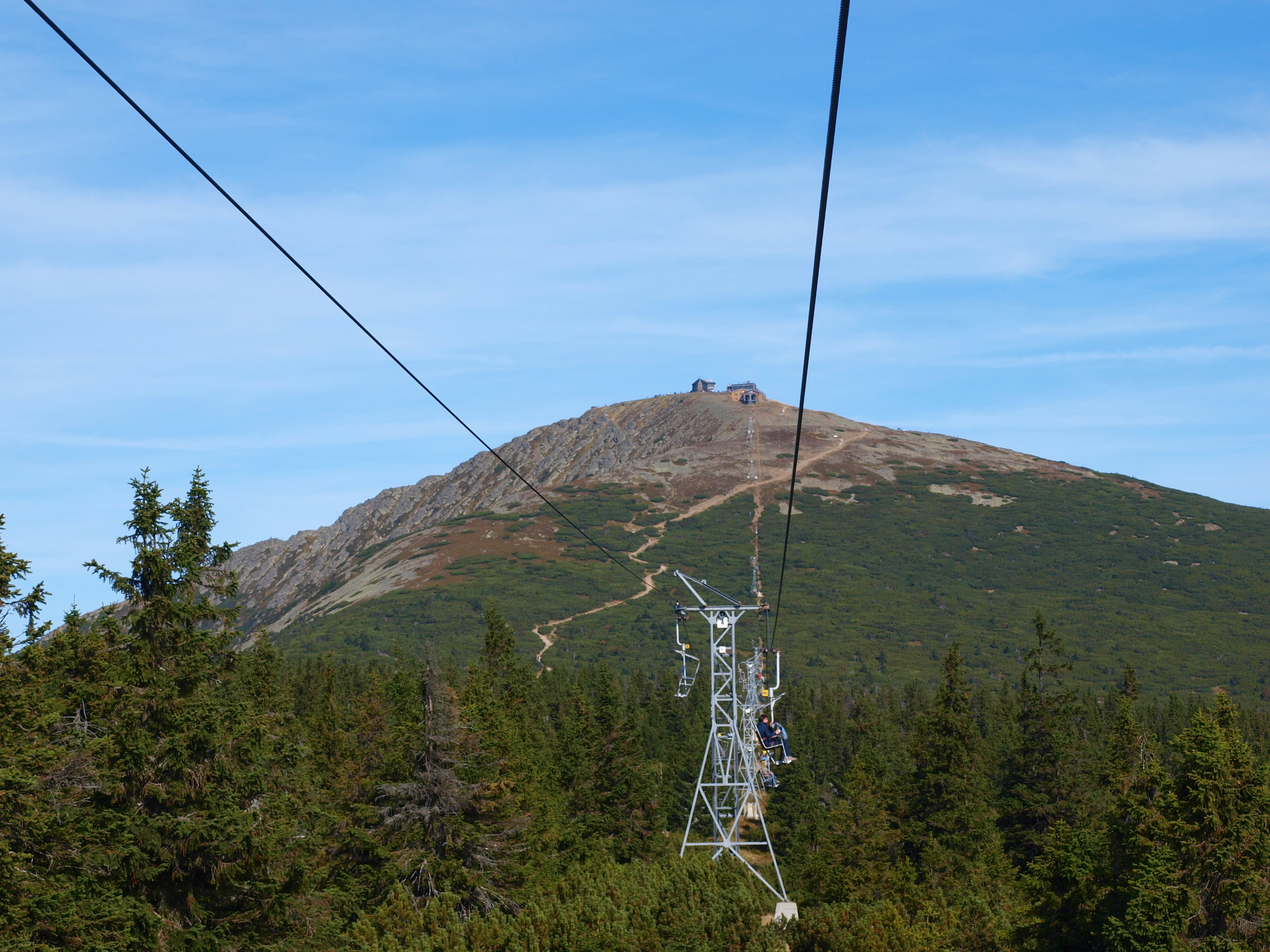
Sessellift
Pec pod Sněžkou - Rosenberg - Schneekoppe

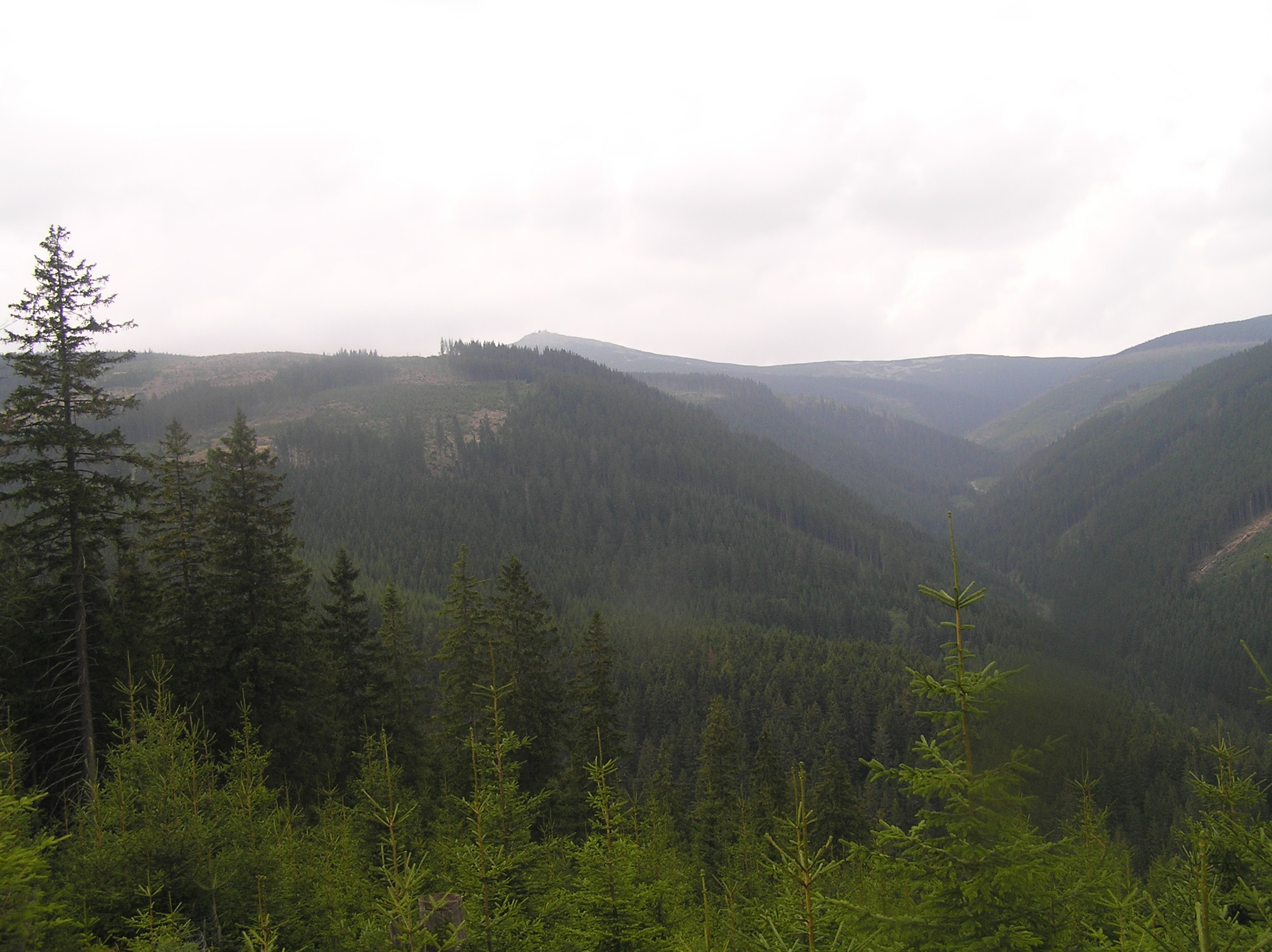
Blick in den Lví důl (Löwengrund)

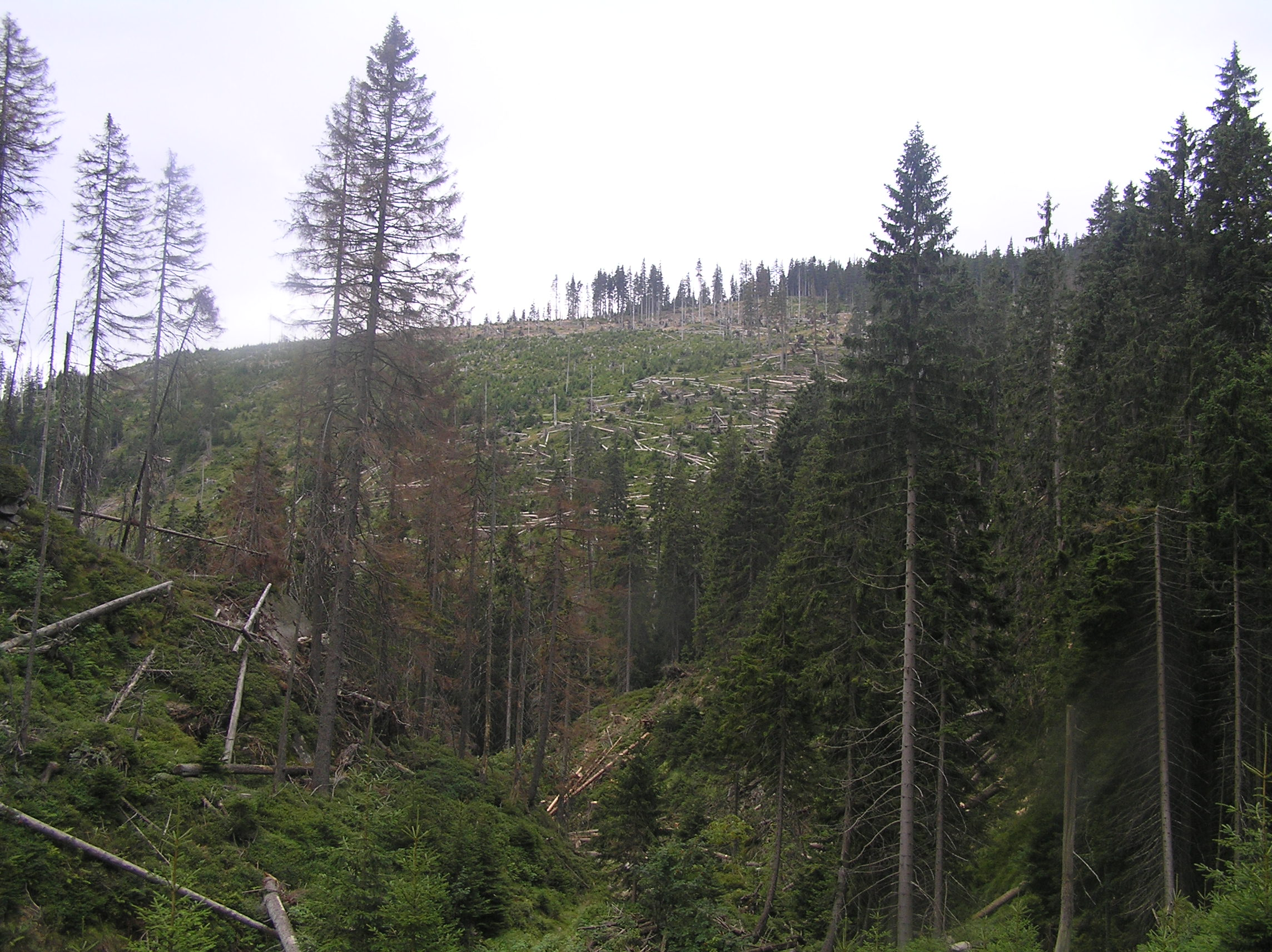
Am Jelení potok (Hirschbach)